# St. Crucis (Abtsbessingen)

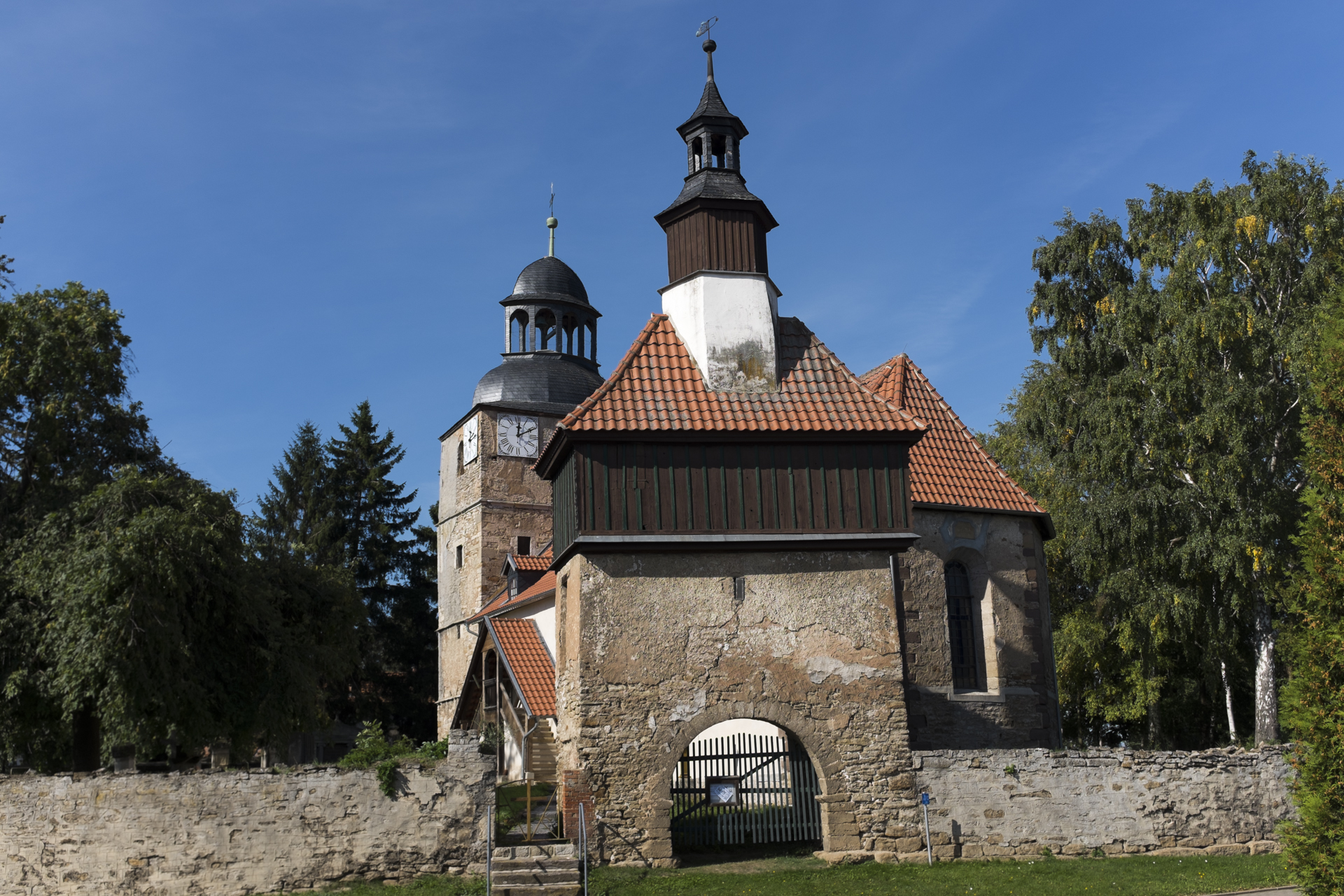
Südostansicht

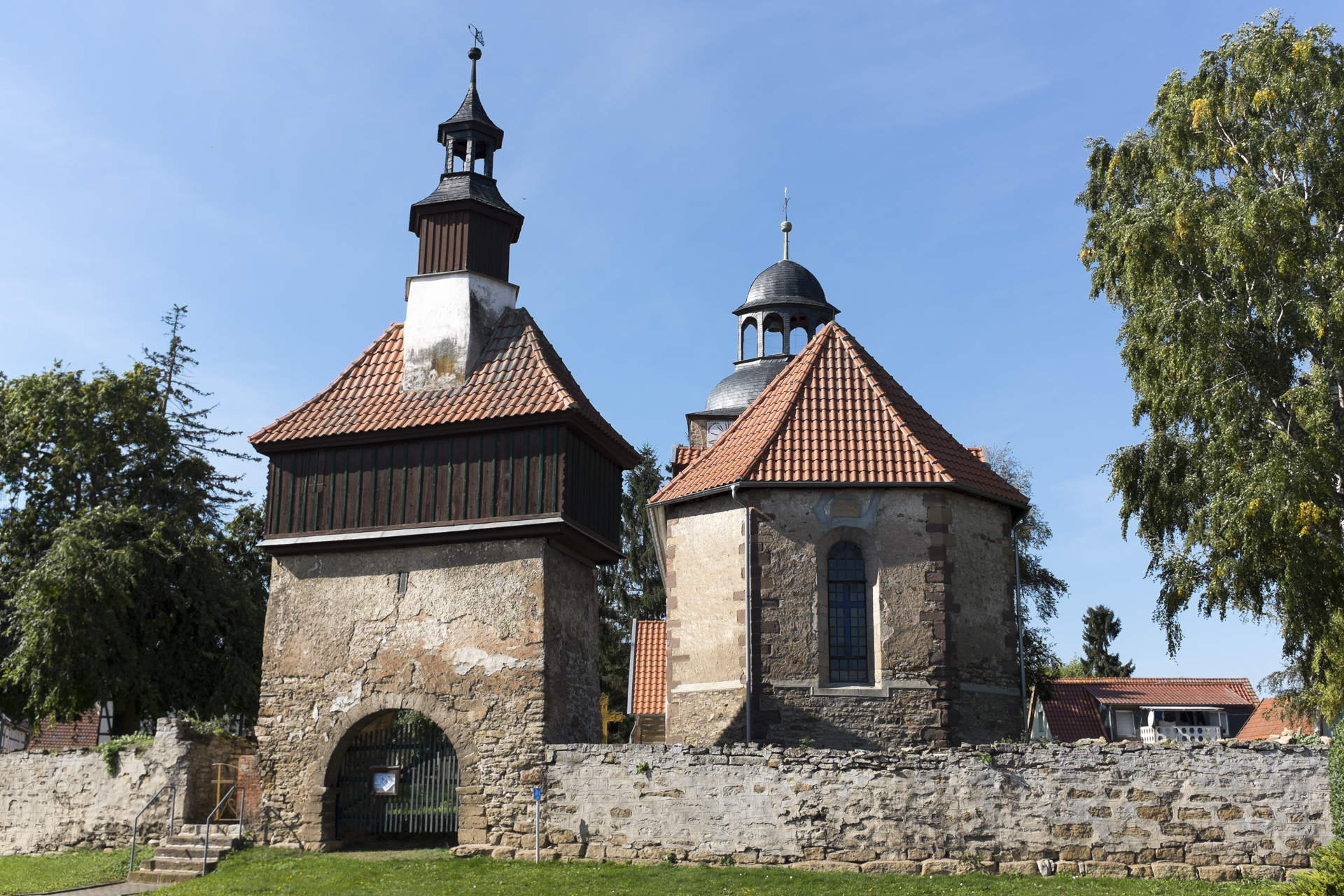
Ostansicht

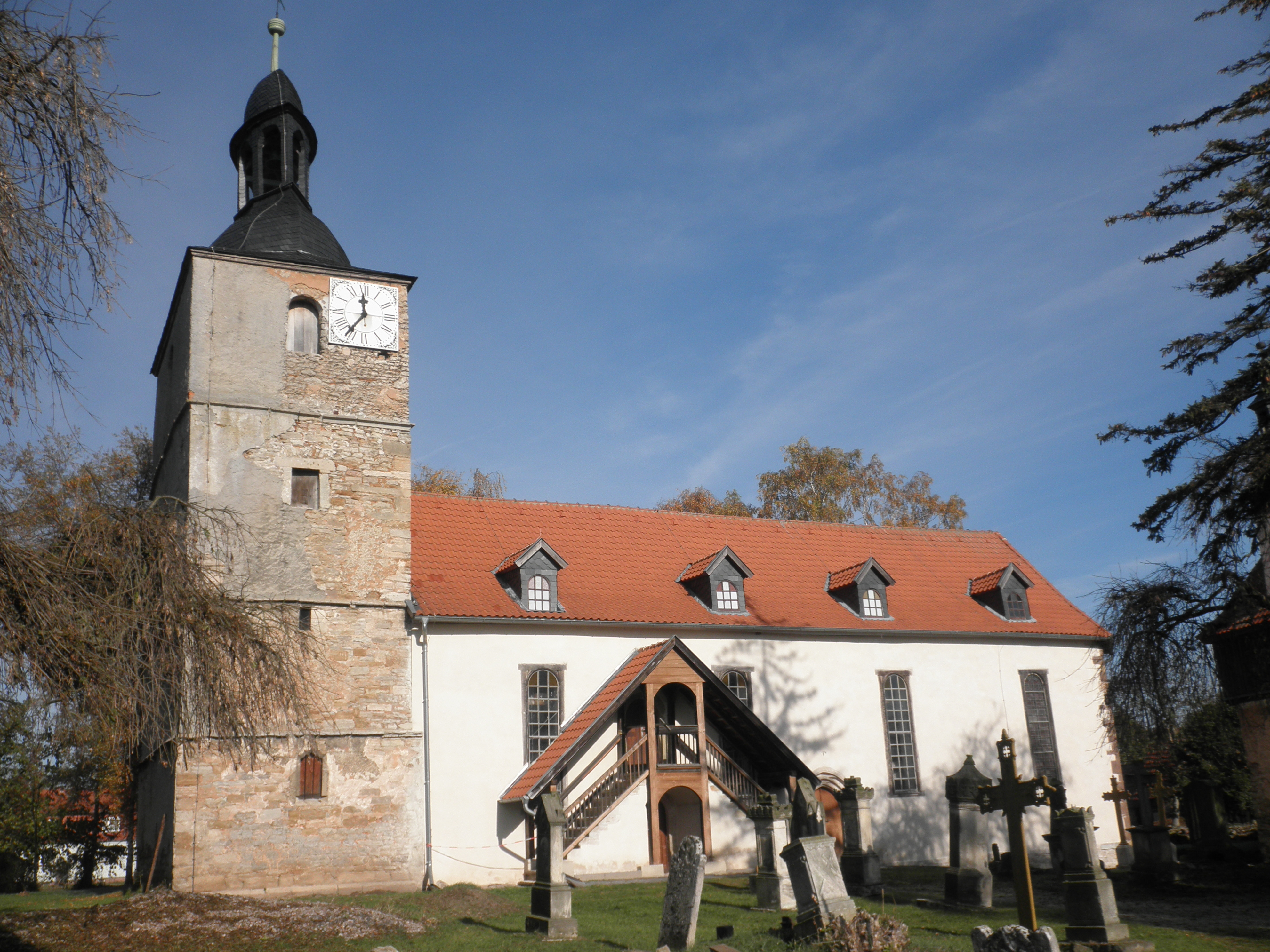
Kirchenschiff mit Turm

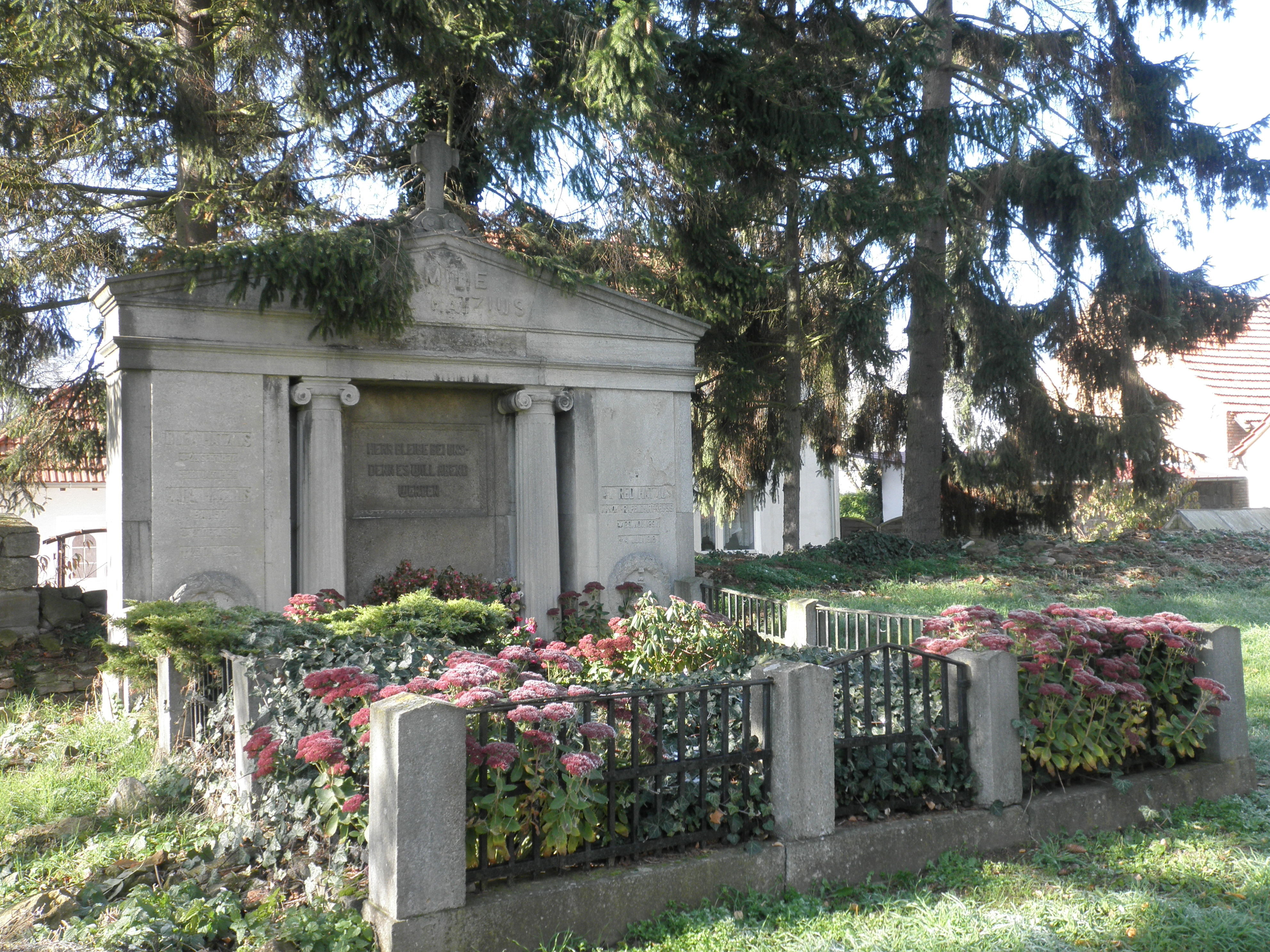
Erbbegräbnis auf dem Kirchhof

Die evangelische Pfarrkirche St. Crucis (Hl. Kreuz) ist ein denkmalgeschütztes Kirchengebäude in Abtsbessingen im Kyffhäuserkreis (Thüringen).

## Geschichte und Architektur
Der ursprünglich spätgotische Bau steht innerhalb einer Ringmauer mit Torturm. Aufgrund der Anlage wird eine frühere Benutzung als Wehrkirche vermutet. Die dreiseitig schließende Saalkirche mit Satteldach wurde von 1703 bis 1705 unter Verwendung früherer Bauteile, darunter ein spätgotisches, profiliertes Südportal, errichtet. Der breite viergeschossige Westturm auf quadratischem Grundriss ist vorgelagert. Er stammt in den unteren Teilen aus dem 15. Jahrhundert und besitzt eine laternenbekrönte Haube. An der Südseite befindet sich ein Vorhangbogenfenster.
Der Innenraum ist mit einer Holztonne gewölbt. An drei Seiten stehen zweigeschossige Emporen, an deren Brüstungsfeldern Leinwandbilder Szenen aus dem Alten und Neuen Testament darstellen. Die Szenen wurden im 18. Jahrhundert von verschiedenen Künstlern gemalt.

## Ausstattung
- Der Kanzelaltar aus dem ersten Jahrzehnt des 18. Jahrhunderts ist Johann Christoph Meil zugeschrieben. Der Kanzelkorb ist mit Apostelfiguren und sehr plastisch gearbeiteten Blüten verziert.
- Die Mensa ist mittelalterlich.
- Der Opferstock ist aus dem Jahr 1598.
- Eine mittelalterliche Grabplatte mit Ritzzeichnung wurde als Altarstufe eingebaut.

## Torhaus
Das Torhaus mit einer rundbogigen Torfahrt und einem Turmaufsatz, dem sogenannten Seierturm, ist wohl aus mittelalterlicher Zeit. Er wurde 1821 umgebaut.

## Pfarrer
| Name                             | Amtsantritt | Ende der Amtszeit |
| -------------------------------- | ----------- | ----------------- |
| Georg(ius) Vo(i)gt (Veit)        | 1558        | 1599              |
| Balthasar Hartung                | 1599        | 1631              |
| Stephan Röser                    | 1632        |                   |
| Tobias Magen                     | 1651        | 1675              |
| David Krüger                     | 1675        | 1696              |
| Adam Schemel                     | 1707        | 1715              |
| Johann Held                      | 1715        | 1732              |
| Johann Günther Scheid(t)         | 1733        | 1750              |
| Johann Gottfried Märtens         | 1751        | 1752              |
| Johann Heinrich Rahaus(en)       | 1752        | 1791              |
| Christian Wilhelm Wunderlich     | 1791        | 1807              |
| Friedrich Tobias Heinrich Entzel | 1812        | 1819              |
| Heinrich Carl Christian Steche   | 1820        | 1829              |
| Johann Christian Carl Herbig     | 1829        | 1875              |
| Georg Wilhelm Traugott Haueisen  | 1875        | 1897              |
| Hermann Karl Edmund Seever       | 1897        | 1907              |
| Oskar Ernst Sigismund Seitelmann | 1908        | 1914              |
| Walter Karl Otto Hesse           | 1914        | 1924              |
| Hans-Dietrich Petrenz            | 1925        | 1935              |
| Werner Mascher                   | 1935        | 1953              |
| Felix Julius Wondraschek         | 1953        | 1954              |
| Ludwig Kästner                   | 1954        | 1954              |
| Heinz Lenski                     | 1954        | 1971              |
| Bernd Ernst Erich Herbert        | 1980        | 1985              |
| Christoph Willer                 | 1988        | 1988              |
| Hartmut Lenski                   | 1990        |                   |
| Beate Balling                    | 1993        | 2003              |
| Substitut                        |             |                   |
| Günther Fischer                  | 1631        |                   |
| Johann Samuel Mechtold           | 1704        | 1707              |
| Friedrich Tobias Heinrich Entzel | 1808        | 1812              |

Quellen: Thüringer Pfarrerbuch. Band 2: Fürstentum Schwarzburg-Sondershausen. Band 10: Thüringer evangelische Kirche 1921–1948 und Evangelisch-Lutherische Kirche in Thüringen 1948–2008.